# Dominikowice (województwo małopolskie)
Dominikowice – wieś w Polsce, położona w województwie małopolskim, w powiecie gorlickim, w gminie Gorlice.

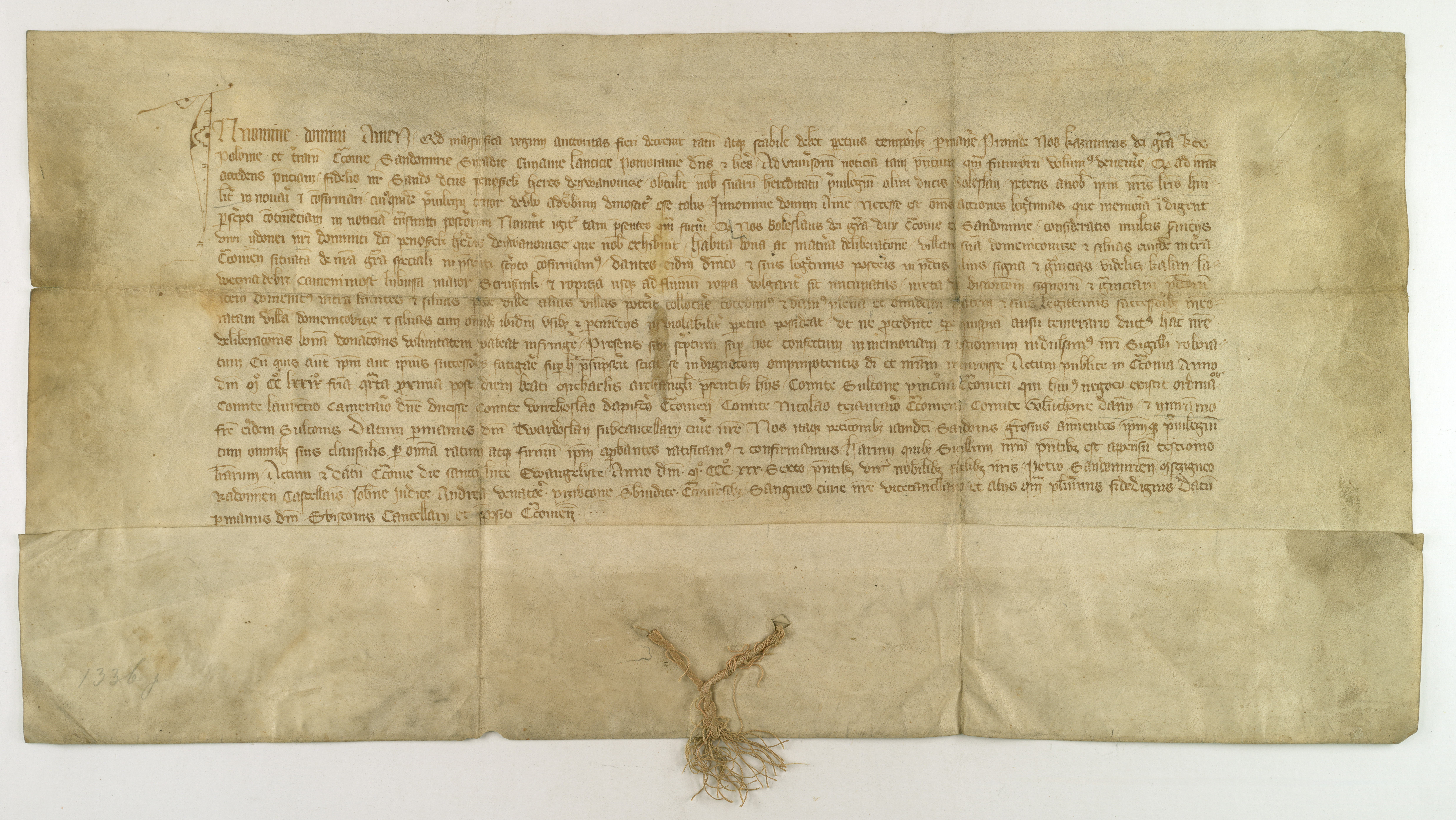
Przywilej posiadania wsi potwierdzony przez Króla Kazimierza Wielkiego

W latach 1954–1961 wieś należała i była siedzibą władz gromady Dominikowice, po jej zniesieniu w gromadzie Kobylanka. W latach 1975–1998 miejscowość administracyjnie należała do województwa nowosądeckiego.
W Dominikowicach znajduje się siedziba postulatu Zgromadzenia Księży Misjonarzy Saletynów.
Urodził się tu Jan Janik (ur. 13 maja 1895, zm. wiosną 1940 w Katyniu) – major intendent Wojska Polskiego, kawaler Krzyża Walecznych, ofiara zbrodni katyńskiej.
W 2024 w Dominikowicach otwarto na szczycie Łysula turystyczną wieżę widokową.

## Integralne części wsi
| SIMC    | Nazwa    | Rodzaj    |
| ------- | -------- | --------- |
| 0425290 | Biedówka | część wsi |
| 0425308 | Osiek    | część wsi |
| 0425314 | Osiny    | część wsi |
| 0425320 | Podlesie | część wsi |
| 0425337 | Pustka   | część wsi |

## Szlaki piesze
- Gorlice – Dominikowice – Męcina Wielka – Wapienne – Mały Ferdel (578 m n.p.m.) – Barwinok (670 m n.p.m.)